# Subilla aliena
Subilla aliena is een kameelhalsvliegensoort uit de familie van de Raphidiidae. De soort komt voor in Spanje en Portugal.
Subilla aliena werd voor het eerst wetenschappelijk beschreven door Navás in 1915.